# 阿爾莫 (愛達荷州)
阿爾莫（英語：Almo）是位於美國愛達荷州喀細亞縣的一個非建制地區。該地的面積和人口皆未知。

## 地理
阿爾莫的座標為42°06′01″N 113°38′01″W / 42.10028°N 113.63361°W，而該地的平均海拔高度為1645米（即5397英尺）。